# Traité franco-monégasque
Le terme de « traité franco-monégasque » désigne un des trois traités signés entre la France et Monaco.

Grandes armes de la famille Grimaldi, prince de Monaco

## Premier traité franco-monégasque
Le traité franco-monégasque de 1861 accorde la souveraineté à Monaco, protectorat du royaume de Sardaigne depuis le traité de Vienne de 1815. En 1860, dans le cadre du rattachement du comté de Nice à la France, les villes libres de Menton et Roquebrune votèrent leur rattachement à la France, qui fut entériné par le traité franco-monégasque de 1861 qui prévoyait une dotation de la France pour la principauté de quatre millions de francs or,,. La surface de la principauté fut ainsi réduite de plus de 90 %, ce qui entraîna la perte de ses principaux revenus agricoles.
 Traité du 2 février 1861 entre la France et la principauté de Monaco, Jean-Pierre Maury, Digithèque de matériaux juridiques et politiques, Université de Perpignan, 2009,

## Deuxième traité franco-monégasque
Un deuxième traité appelé « traité de Paris » ou encore « traité d'amitié protectrice » est signé le 17 juillet 1918, en raison d'une possible crise de succession (voir crise de succession à Monaco en 1918 (en)) à l'approche de la fin de la Première Guerre mondiale. Au moment où l'héritier du trône monégasque n'a pas d'enfant légitime, la possibilité qu'à l'avenir ses cousins allemands accèdent au trône est inacceptable pour les Français.

## Troisième traité franco-monégasque
Un troisième traité est signé le 24 octobre 2002. Le nouveau traité répond aux questions de souveraineté qui ont été résolues lors de la révision de la constitution de Monaco en 2002. Selon les révisions constitutionnelles, approuvées par le traité, seul un membre de la famille Grimaldi peut monter sur le trône, ce qui lève ainsi les craintes que par le biais du traité de 1918, Monaco puisse devenir un protectorat français.

## Source de la traduction
- (en) Cet article est partiellement ou en totalité issu de l’article de Wikipédia en anglais intitulé « Franco-Monegasque Treaty » (voir la liste des auteurs).